# Ban (título)
Ban es un título nobiliario de origen incierto, relacionado con el título pan, usado en varios estados en la Europa central y sureste, entre los siglos VII d. C. y el XX.

## Etimología
La palabra «ban» proviene del término eslavo «ban» (‘señor’, ‘amo’, ‘soberano’), el mismo presumiblemente del persa «ban» (‘príncipe’, ‘señor’, ‘jefe’, ‘gobernador’), relacionado con el sánscrito «pati» (‘guarda’, ‘protege’). Otros creen que la palabra proviene del sármata bajan; también tiene similitud con el turco-mongol (no relacionado) «khan». La palabra se preserva en muchos nombres de lugares contemporáneos. Las teorías alternativas le dan origen en el nombre ilirio banius, que es encontrado en restos ilirios en la región de Bosnia. De acuerdo con otra teoría, el título de ban deriva del nombre propio de un ávaro «kagan», Bajan.
El título de ban durante la Edad Media tuvo gran vigencia en el reino de Hungría, el cual resultó ser una suerte de imperio, en el centro del cual se encontraba el Banato, que se extendía por parte de las actuales Serbia, Rumanía y Hungría. Además, en el reino de Hungría existían varios territorios denominados banatos, como el Croacia, el de Dalmacia y el de Bosnia, los cuales se hallaban bajo influencia política militar húngara. 

## Reino de Yugoslavia
Ban era también el título del gobernador de cada provincia, (llamada banovina, traducible al español como banato) del Reino de Yugoslavia entre el año 1929 y el 1941. La relevancia del título era bastante menor que el cargo feudal medieval del ban.